# Cité du Soleil
Cet article possède des paronymes, voir Cité Soleil et La Cité du Soleil.
La cité du Soleil est un habitat collectif située rue Pierre Paulus à Charleroi (Belgique). Elle a été conçue dans les années 1980 par l'architecte Jean-Pierre Dooms et Paul Petit pour la societé de logements sociaux La Carolorégienne.

## Histoire
En 1985, le chantier de construction des logements pour la société Maison Pour Tous (La Carolorégienne) a été lancé par l'architecte Jean-Pierre Dooms. L'exécution a été confiée à la société de construction Lixon. 
L'architecte chargé de la mission par la societé Paul Petit a défini un système de construction alternatif à celui initial de Jean-Pierre Dooms.

## Architecture
Cette réalisation architecturale et urbanistique vise à donner une réponse à la pénurie de logements sociaux qui a touché la ville de Charleroi ainsi que l'ensemble de la Belgique entre les années 70 et 80.  Par ailleurs, de nouvelles technologies ont été introduites pour améliorer les performances énergétiques et thermiques. Une approche d'avant-garde pour l'époque qui a reçu des critiques tant positives que négatives.
La cité du soleil se compose de 20 unités d'habitation avec un gabarit en forme traditionnelle à ossature en acier galvanisé, boulonné et recouvert d'acier prélaqué et isolé.  Pour une économie de projet, des escaliers extérieurs ont été préférés pour entrer dans les unités. Les solutions technologiques de ces unités sont l'isolation thermique de l'enveloppe, la ventilation mécanique avec échange de chaleur et le chauffe-eau solaire.